# Ma Qiao
Ma Qiao (chiń. 马乔; ur. 28 września 1989 w Baoding) – chińska lekkoatletka specjalizująca się w pchnięciu kulą. 
W 2008 osiągnęła pierwsze sukcesy międzynarodowe – najpierw została wicemistrzynią Azji juniorek, a miesiąc później zdobyła brązowy medal mistrzostw świata juniorów. Stanęła na najniższym stopniu podium halowego czempionatu Azji w 2010. 
Rekordy życiowe: stadion – 17,50 (7 sierpnia 2010, Jinan); hala – 17,40 (6 marca 2013, Pekin). 

## Osiągnięcia
| Rok  | Impreza                     | Miejsce   | Lokata     | Wynik |
| ---- | --------------------------- | --------- | ---------- | ----- |
| 2008 | Mistrzostwa Azji juniorów   | Dżakarta  | 2. miejsce | 14,68 |
| 2008 | Mistrzostwa świata juniorów | Bydgoszcz | 3. miejsce | 16,55 |
| 2010 | Halowe mistrzostwa Azji     | Teheran   | 3. miejsce | 16,97 |